# Fischer Jedidja Gottlieb
Fischer Jedidja Gottlieb (Felpéc, 1810 – Kismarton, 1895) székesfehérvári ortodox rabbi, egyházi író.

## Élete
A Chaszam Szófernak tanítványa volt. Székesfehérvárott erős harcot folytatott az újítók ellen, könyvet is írt e tárgyról. Az 1868-iki kongresszusnak tagja volt. Később a székesfehérvári ortodox hitközség rabbi állását vállalta el, 1893. nyugalomba vonult. 

## Művei
Polemikus iratának címe: Deloszájim uvoriach lemé hasoliach.